# Línea 3 (Metro de Panamá)
La Línea 3 (conocida como L3) será una nueva línea que formará parte del Metro de Panamá que operará mediante un sistema de monorriel. Contará con una extensión aproximada de 24.5 kilómetros y 11 estaciones, conectando el distrito de Arraiján con la capital panameña en un trayecto oeste-este, desde Ciudad del Futuro, donde se encuentran los Patios y Talleres, hasta Albrook, donde se interconectará con la Línea 1.
Actualmente esta en construcción desde 2021 y se espera que esté concluida entre 2027 y 2028. Se estima que atenderá una demanda de 20,000 pasajeros en hora punta y su color distintivo es el violeta.

## Características
El megaproyecto que en su primera fase recorrerá 24.5 kilómetros desde la Estación Albrook hasta Ciudad del Futuro, presenta un significativo avance en los trabajos preliminares como son: estudios geotécnicos o de suelo, estudios topográficos y movimiento de tierra. La obra recibió la orden de proceder el 22 de febrero de 2021, y mantiene 12 frentes de trabajo, en los que se avanza con los sondeos, que en su totalidad serán 992. Los trabajos de sondeos se realizan para iniciar el diseño de cada uno de los sitios donde habrá apoyo de infraestructura para la construcción de la Línea 3.[cita requerida]
Simultáneamente, se trabaja en la ingeniería del diseño de las 14 estaciones que estarán ubicadas en sitios estratégicos del área oeste del país. Según el cronograma de obra se espera que para finales del mes de mayo se realicen las primeras pruebas de los pilotes que sostendrán el viaducto denominado monorriel, que permitirá cubrir una demanda aproximada de 160 mil pasajeros.
Una vez culminado los estudios preliminares se iniciará la obra civil, siendo el área de los Patios y Talleres, ubicada en Ciudad del Futuro, donde se tiene estipulado inicien los primeros trabajos.
Adicional, se avanza en la liberación de las áreas de construcción, distribución de información a los residentes y negocios ubicados en la zona del proyecto. La Línea 3 mejorará la movilidad de los más de 500 mil habitantes del área de Panamá Oeste, generando la columna vertebral del futuro sistema del transporte público con la capacidad de mover a 20 mil pasajeros hora sentido.
Por otra parte, la orden de proceder para la construcción de la Línea 3 del Metro se emitió en febrero de 2021, con una duración de algo más de 4 años, o sea que debería estar lista aproximadamente a mediados de 2025. Luego de que se estableció separar la Línea 3 del Cuarto Puente, Metro de Panamá determinó como alternativa viable para continuar con el proyecto la construcción de un túnel para el cruce del Canal.

## Historia y construcción

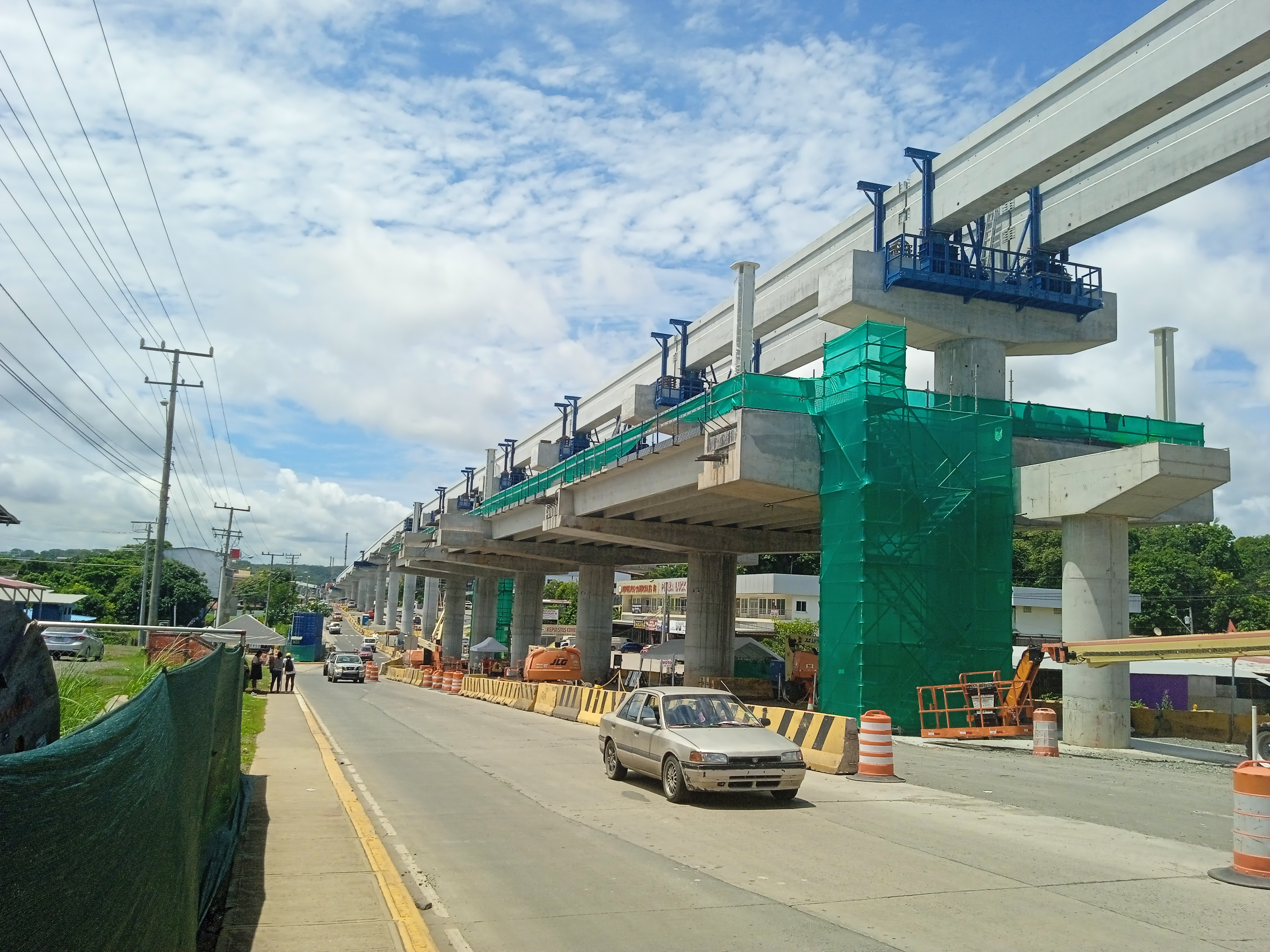
Construcción de la Estación Nuevo Arraiján (2023).

En el año 2019, el entonces presidente de la República, Juan Carlos Varela, hizo su recorrido en la fábrica de monorrieles de Hitachi en Japón, para conocer de primera mano a los profesionales, la tecnología e instalaciones detrás de los trenes y sistemas de la Línea 3 del Metro de Panamá, El equipo de profesionales de Hitachi lo lideró un panameño, Enzo Carpanetti, quien no ocultó su orgullo de ser parte de un proyecto inédito para su país natal. 
El 30 de Octubre de 2020, Hitachi, Ltd. (Hitachi) y Hitachi Rail STS SpA (Hitachi Rail) y Mitsubishi Corporación firmaron un contrato de USD $883 millones con HPH Consorcio, el contratista principal de la Línea 3 del Metro de Panamá.  
El 23 de Enero de 2021, el entonces Contralor General de la República, Gerardo Solís,  refrendó el contrato por $2,507,439,000.00 más el financiamiento para la construcción del proyecto Línea 3 del Metro, en presencia del Director General del Metro, ing. Héctor Ortega, el Embajador de la República de Corea en Panamá, Choo Won Hoon, el representante legal del Consorcio HPH Joint Venture, Daniel Chung y el Director de Hitachi de Latinoamérica, Enzo Carpanetti. 
En marzo de 2023, Panamá y el Gobierno de Japón, representado por la Agencia Japonesa de Cooperación Internacional (JICA), firmaron un Convenio de Préstamo para el proyecto de desarrollo de la Línea 3 del Transporte Urbano del Área Metropolitana de Panamá por el monto de hasta unos 92 mil millones de yenes japoneses, equivalentes a USD625.9 millones, para continuar el segundo tramo del proyecto. El plazo del préstamo es de 20 años, contados a partir de la fecha de entrada en vigencia de este contrato, y el periodo de desembolso es de tres años.
Carlos Cedeño, director de proyecto de la Línea 3, informó en agosto de 2023 que la construcción de la Línea 3 del Metro de Panamá registra un avance del 42%.
El 20 de septiembre de 2023, el primer embarque de las primeras piezas de la “Tuneladora Panamá”, fabricada en Alemania y que se encargará de excavar el túnel de la Línea 3 del Metro entre Albrook y Panamá Pacífico, desembarcó en el puerto de Manzanillo en la provincia de Colón y desde donde iniciarán los traslados hacia el Complejo Industrial de Farfán, lugar donde se construye el pozo de ataque.
Durante octubre de 2023 la construcción se detuvo a causa de las Protestas contra el Contrato Minero, donde gran parte de los trabajadores de la obra se unieron a las mismas, reanudándose recién entre finales de Noviembre e inicios de diciembre tras la declaración de inconstitucionalidad del contrato anteriormente mencionado por parte de la Corte Suprema de Justicia (CSJ).

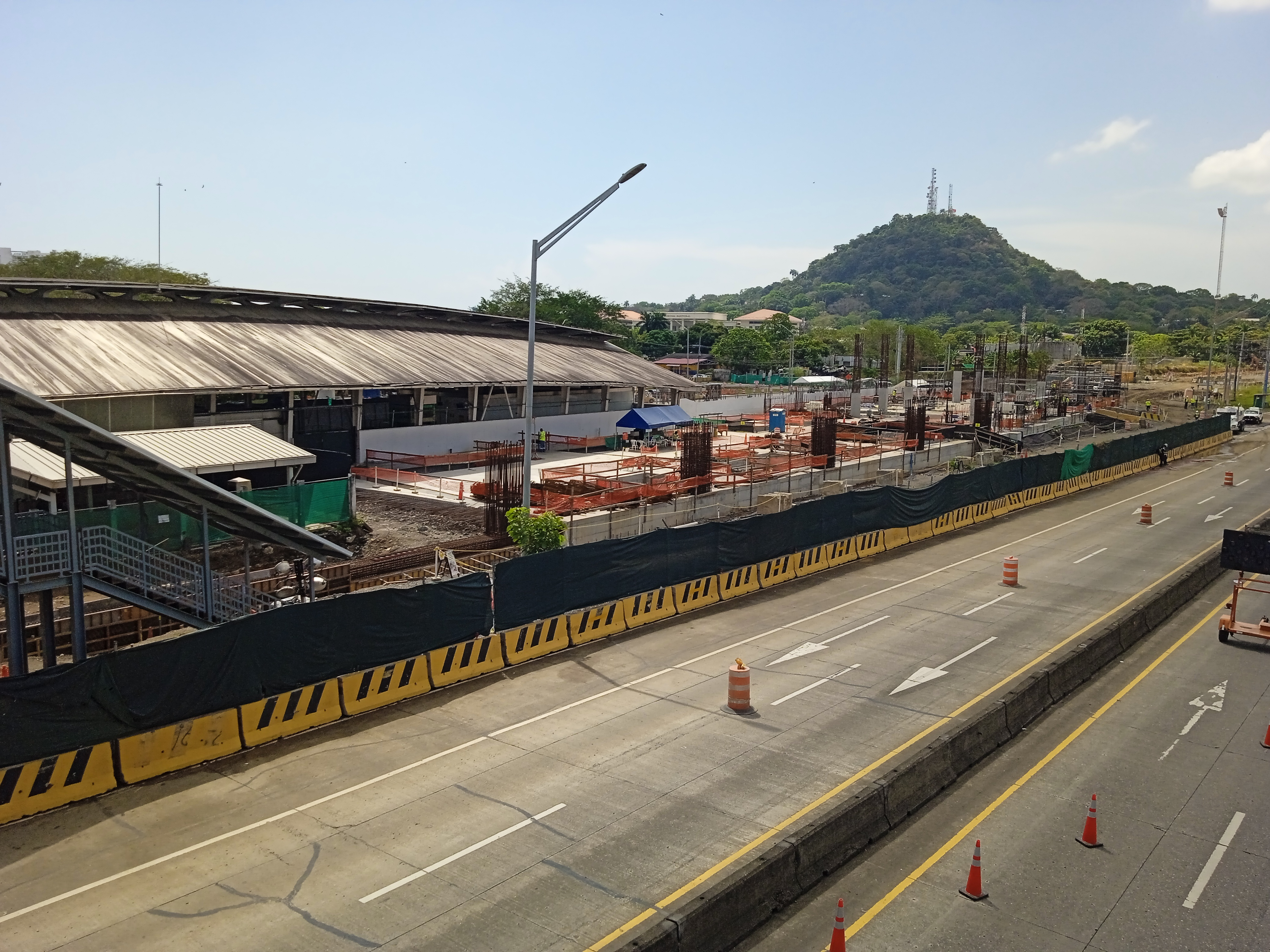
Remodelación de la Estación Albrook (2025).

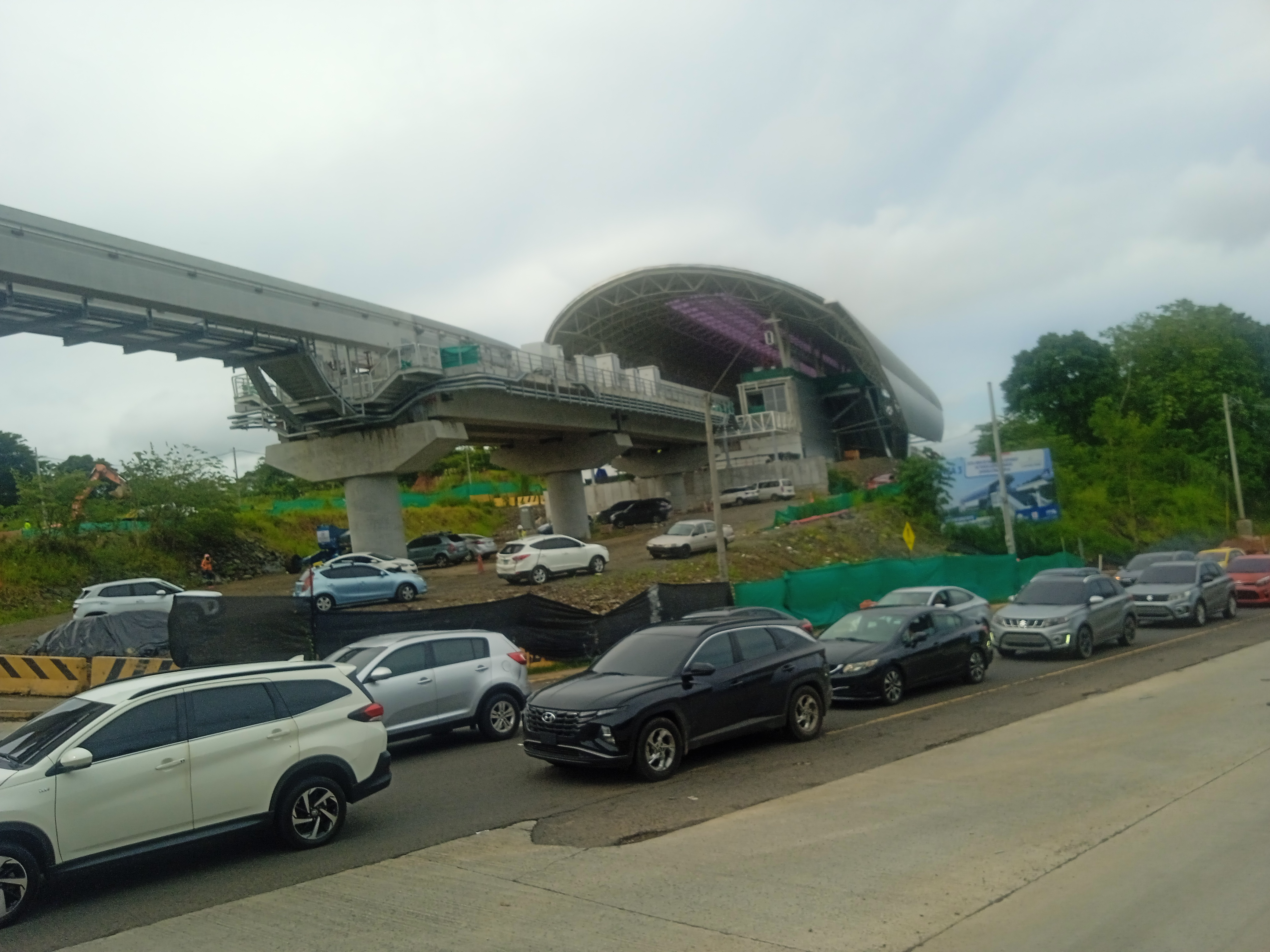
Vista de la estación Ciudad del Futuro desde la carretera Panamericana (2025).

Para diciembre de 2024, la construcción registraba un 63% de avance.
Para junio de 2025, la construcción registra un 78% de avance, además de un 32% de avance en el tramo soterrado. De acuerdo al Metro de Panamá, el tramo elevado entre Ciudad del Futuro y Panamá Pacífico estaría listo para el 13 de abril de 2027, mientras que la finalización del tramo hacia Albrook esta estimada para el 7 de octubre de 2028.

### Extensión a La Chorrera
De acuerdo al Censo de Población de 2023, el distrito de La Chorrera cuenta con 258 mil habitantes, el quinto distrito más grande por población en el país y que también tiene los mismos problemas de conectividad con la Ciudad de Panamá que posee Arraiján, lo que ha provocado que una expansión de la futura línea hacia la cabecera de Panamá Oeste sea un tema sumamente constante entre los residentes de la provincia.

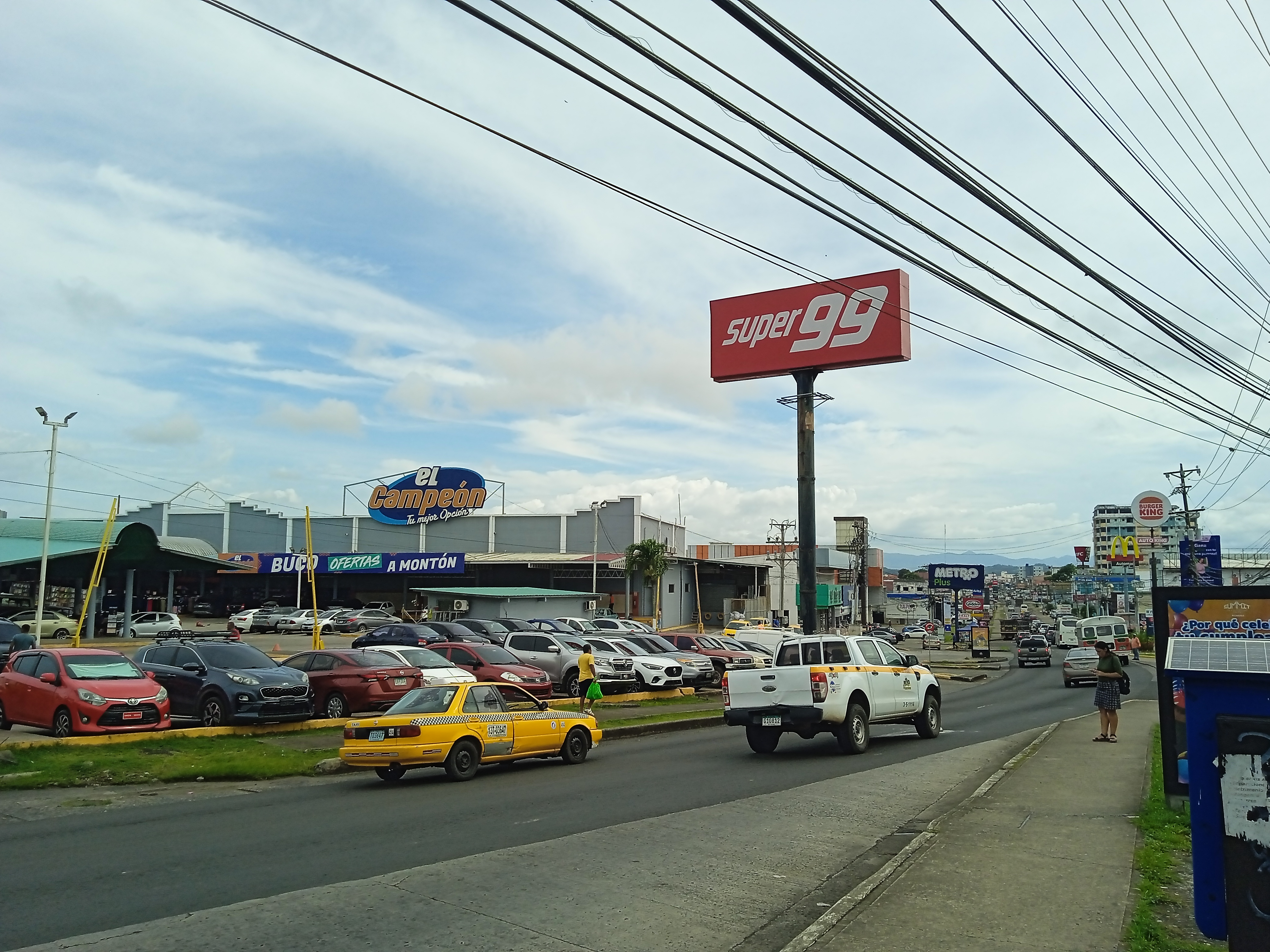
Plaza Italia, distrito de La Chorrera.

El Plan Maestro del Metro de Panamá en sus distintas actualizaciones contempla una extensión aproximada de 8.4 kilómetros desde la Ciudad del Futuro hacia el centro de La Chorrera, contando con las siguientes estaciones: Hato Montaña, Terminal de Buses (Costa Verde), Plaza Italia, Parque Feuillet y Parque Libertador. La extensión de la Línea 3 se encuentra en estado de análisis y se prevé que esta se dividiría en dos fases, partiendo con la primera comprendida por 3.2 kilómetros hasta Costa Verde, manteniendo interrogantes sobre cómo sería el diseño, tomando en cuenta que el terreno tiene características accidentadas, muchas curvas, áreas estrechas, va en picada y es una zona propensa a inundaciones.
No obstante, lo mostrado en el Plan Maestro ha sido contradicho en varias ocasiones, Tomás Velásquez, alcalde del distrito de La Chorrera, declaró en julio de 2023 que la Línea 3 llegaría hasta El Espino, incluso afirmando su preferencia a que la ruta transite por la Autopista Arraiján–La Chorrera, además que imaginaba que la fecha de inicio de los trabajos estaría entre el 2024 y 2026, culminadas las dos fases del proyecto entre Albrook y Ciudad del Futuro. Mientras que en el marco de las elecciones de 2024 han sido muchos los candidatos que han prometido llevar la ruta ferroviaria hacia Chorrera, e incluso hacia el más lejano distrito de Capira.

## Trazado

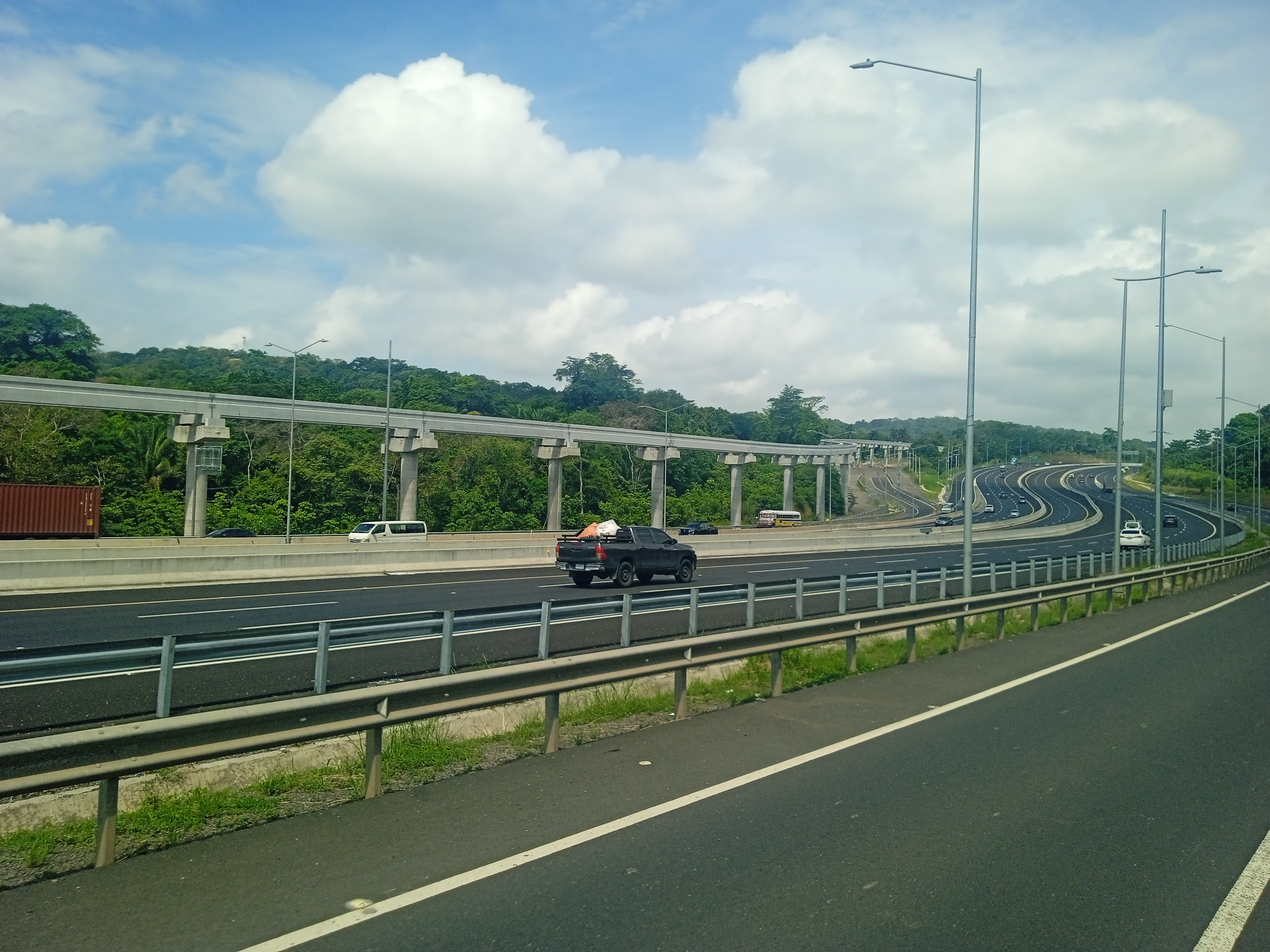
Avance del Viaducto Elevado desde la carretera Presidente Roberto F. Chiari (2025).

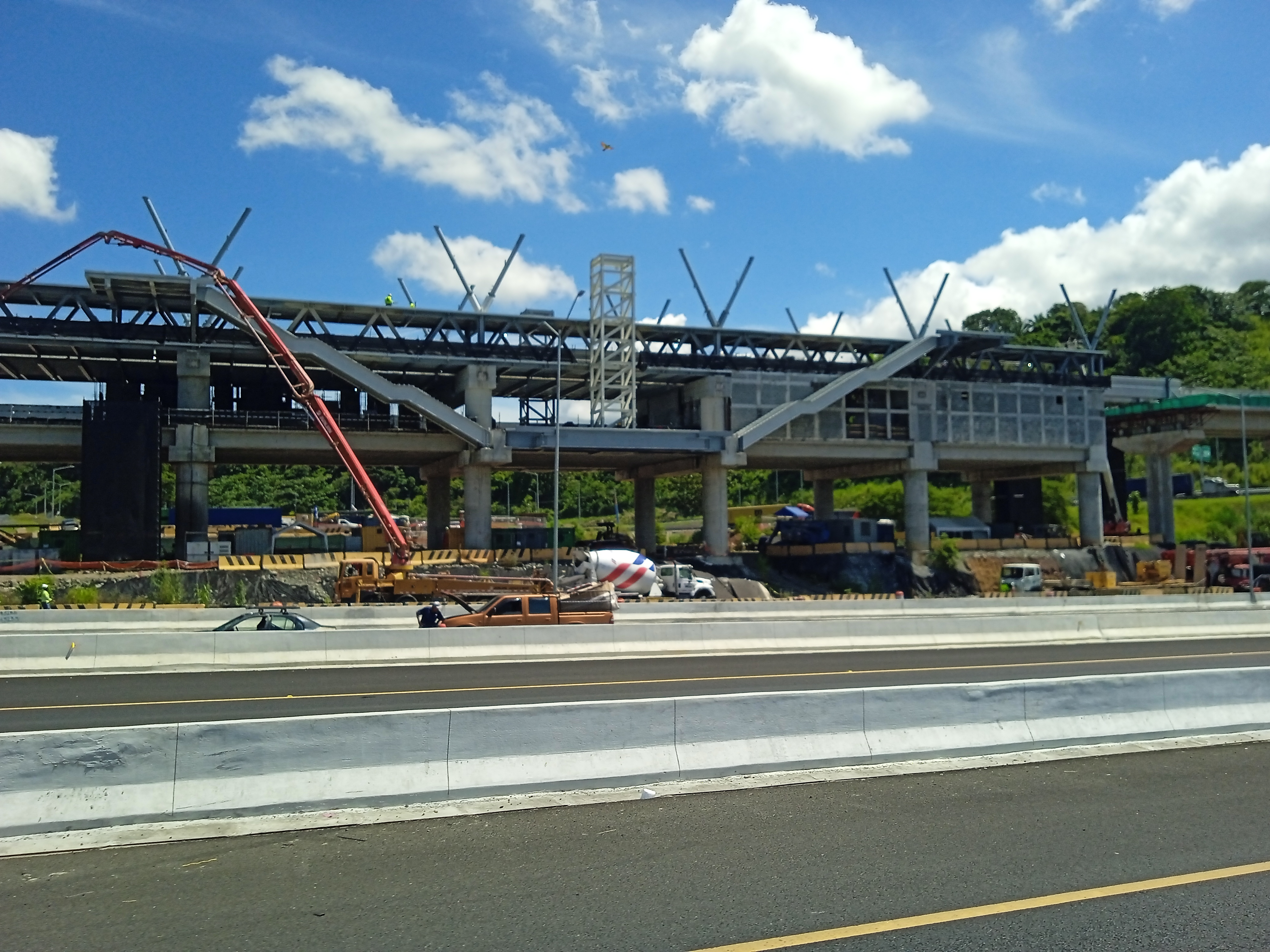
Progreso de la estación Panamá Pacífico (2025).

La Línea 3 partirá desde el sector oeste en Ciudad del Futuro, donde también se ubican los Patios y Talleres. Desde allí, la ruta avanza en dirección noreste de manera elevada siguiendo paralela a la Carretera Panamericana. La estación Vista Alegre contará con una configuración especial con 3 vías, mientras en Arraiján se encuentra una instalación adicional de estacionamiento para dos trenes. Luego, el recorrido continua su curso atravesando el Bosque Protector de Arraiján, hasta llegar a la estación Panamá Pacífico. A partir de aquí, la línea desciende progresivamente y se introduce en un túnel curvo que gira hacia el sureste para cruzar el Canal de Panamá a una profundidad de hasta 65 metros. Tras recorrer 5.3 kilómetros de tramo soterrado, la ruta termina en la estación Albrook, donde conectará y compartirá un andén con la Línea 1.
Tendrá un recorrido en su primera fase de 24.5 kilómetros y 37 minutos de duración, a lo largo del cual se distribuirán 12 estaciones (otras dos estaciones en este tramo han sido pospuestas por el momento). El trazado se ha optimizado, reduciendo pendientes y ampliando radios de giro, para obtener el mejor desempeño del monorriel.

## Estaciones
Las estaciones son las siguientes:
| Estación                  | Inauguración              | Acceso para discapacitados | Ubicación                 | Corregimiento             | Conexiones                                                                                       | Estación                    | Tipo de estación          |
| Provincia de Panamá Oeste | Provincia de Panamá Oeste | Provincia de Panamá Oeste  | Provincia de Panamá Oeste | Provincia de Panamá Oeste | Provincia de Panamá Oeste                                                                        | Provincia de Panamá Oeste   | Provincia de Panamá Oeste |
| ------------------------- | ------------------------- | -------------------------- | ------------------------- | ------------------------- | ------------------------------------------------------------------------------------------------ | --------------------------- | ------------------------- |
| Ciudad del Futuro         | En construcción           | Acceso para discapacitados | Carretera Panamericana    | Juan Demóstenes Arosemena |                                                                                                  | Terminal                    | Elevada                   |
| San Bernardino            | En construcción           | Acceso para discapacitados | Carretera Panamericana    | Juan Demóstenes Arosemena |                                                                                                  | Paso                        | Elevada                   |
| Nuevo Arraiján            | En construcción           | Acceso para discapacitados | Carretera Panamericana    | Juan Demóstenes Arosemena |                                                                                                  | Paso                        | Elevada                   |
| Vista Alegre II           | Suspendida                |                            | Carretera Panamericana    | Vista Alegre              |                                                                                                  | Paso                        | Elevada                   |
| Vista Alegre              | En construcción           | Acceso para discapacitados | Carretera Panamericana    | Vista Alegre              |                                                                                                  | Paso                        | Elevada                   |
| Cerro Silvestre           | En construcción           | Acceso para discapacitados | Carretera Panamericana    | Cerro Silvestre           |                                                                                                  | Paso                        | Elevada                   |
| Nuevo Chorrillo           | En construcción           | Acceso para discapacitados | Carretera Panamericana    | Cerro Silvestre           |                                                                                                  | Paso                        | Elevada                   |
| Burunga                   | En construcción           | Acceso para discapacitados | Carretera Panamericana    | Burunga                   |                                                                                                  | Paso                        | Elevada                   |
| La Hacienda               | Suspendida                |                            | Carretera Panamericana    | Arraiján                  |                                                                                                  | Paso                        | Elevada                   |
| Arraiján                  | En construcción           | Acceso para discapacitados | Carretera Panamericana    | Arraiján                  |                                                                                                  | Paso                        | Elevada                   |
| Loma Cobá                 | En construcción           | Acceso para discapacitados | Carretera Panamericana    | Arraiján                  |                                                                                                  | Paso                        | Elevada                   |
| Panamá Pacífico           | En construcción           | Acceso para discapacitados | Carretera Panamericana    | Veracruz                  | Otros servicios planeados - Tren Panamá-David                                                    | Paso                        | Elevada                   |
| Provincia de Panamá       |                           |                            |                           |                           |                                                                                                  |                             |                           |
| Balboa                    | Suspendida                |                            | Avenida Roosevelt         | Ancón                     |                                                                                                  | Paso                        | Subterránea               |
| Albrook                   | En construcción           | Acceso para discapacitados | Corredor Norte            | Ancón                     | Correspondencia - Línea 1 Otros servicios - Metro Albrook - Gran Terminal Nacional de Transporte | Terminal de correspondencia | Trinchera                 |

## Material Rodante

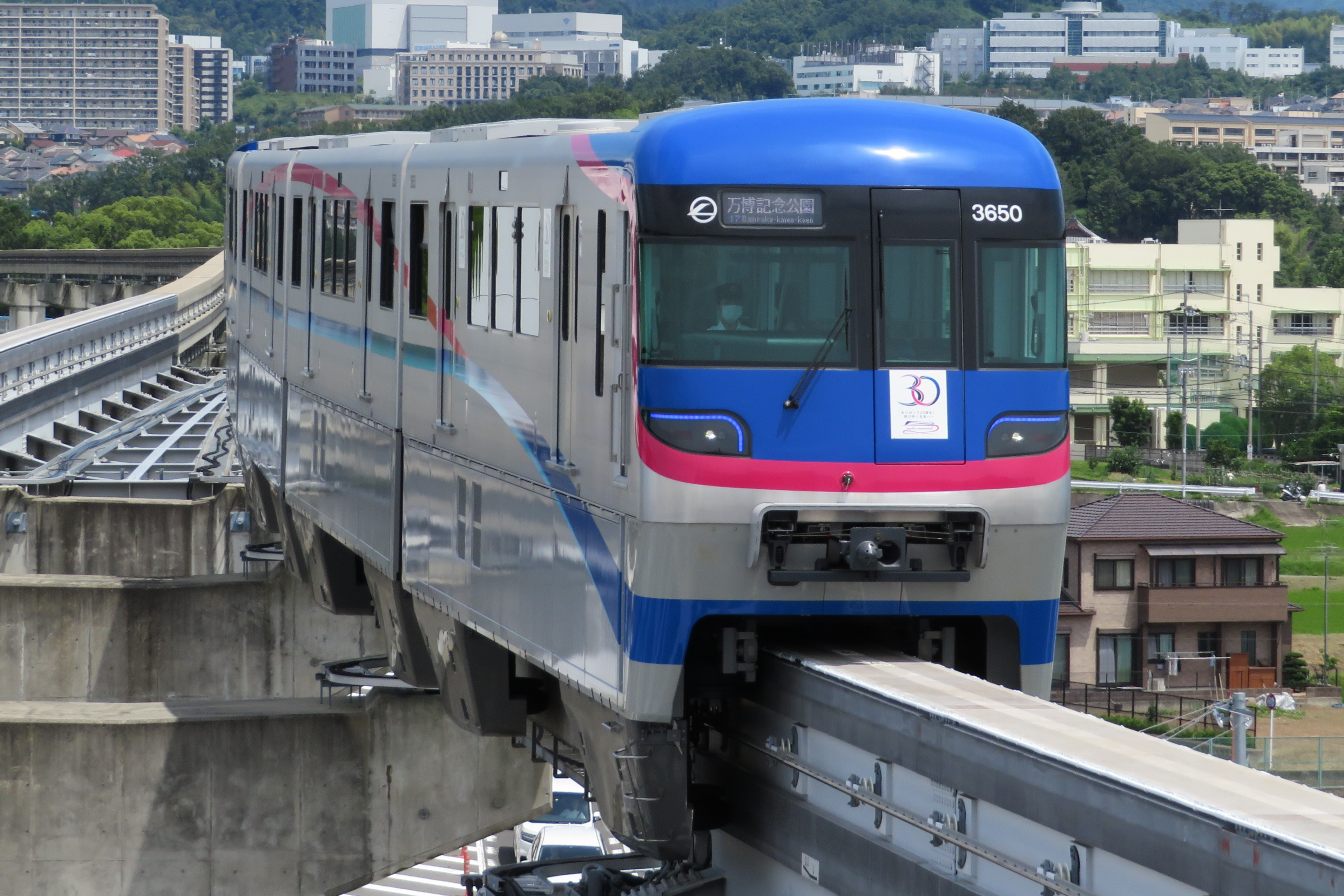
Modelo perteneciente al Monorriel de Osaka, utilizado como base para los trenes de la Línea 3.

La Línea 3 empleará trenes monorriel, fabricados por Hitachi en su planta de Kasado en las cercanías de Kudamatsu (Yamaguchi), Japón. Para la fabricación de la carrocería de los trenes se utilizó de base el modelo utilizado en la ciudad de Osaka. El monorriel fue elegido por su mayor adaptación a pendientes pronunciadas y curvas cerradas en la ruta hacia Panamá Oeste, terrenos donde un metro pesado convencional tendría dificultades técnicas y mayor costo.
La flota estará compuesta por seis vagones con una capacidad para aproximadamente mil pasajeros, de los cuales 250 podrán viajar sentados. La unidad cuenta con una longitud entre de 89 a 94 metros, tres metros de ancho y una altura de cinco metros, siendo más anchos y largos que los Alstom Metropolis 9000 de las Líneas 1 y 2. Originalmente serían 28 trenes, pero se redujeron a 26 para disminuir costes debido al incremento del total en la obra.
Cada monorriel dispondrá de 16 motores de 130 kilo watts cada uno, generando alrededor de unos 2,500 caballos de fuerza, su velocidad máxima supera los 90 km/h, pero en Panamá funcionará a 80 km/h. Las subestaciones de la Línea 3 mantendrán un banco de baterías que ante fallas eléctricas permitirá que el tren avance hasta la siguiente estación sin inconvenientes. El sistema permitirá realizar evacuaciones de tren a tren tanto frontal como lateral.
El primer tren tipo monorriel de la Línea 3 estuvo en fase de pruebas estáticas y sistemas de seguridad en la Hitachi Kasado Works a mediados de octubre y noviembre de 2023. Saliendo desde Japón en diciembre del mismo año en embarcación, siendo llevado por partes, finalmente llegando al Puerto Manzanillo en Colón a finales de enero de 2024.
Para abril de 2025, 20 de los 26 trenes ya se encuentran en el área de Patio y Talleres en Ciudad del Futuro, donde son sometidos a una serie de procedimientos que van desde el ensamblaje, pruebas estáticas y dinámicas.